# Christoffer Kyllingstad
Christoffer Kyllingstad (1991) è un ex sciatore alpino norvegese.

## Biografia
Attivo in gare FIS dal novembre del 2006, in Coppa Europa Kyllingstad ha esordito l'8 febbraio 2010 a Méribel in slalom gigante (32º) e ha ottenuto il suo miglior piazzamento il 5 dicembre 2011 a Trysil nella medesima specialità (18º). Si è ritirato nel corso della stagione 2012-2013 e la sua ultima gara è stata lo slalom gigante di Coppa Europa disputato a Trysil il 30 novembre, chiuso da Kyllingstad al 43º posto; in carriera non ha debuttato in Coppa del Mondo né preso parte a rassegne olimpiche o iridate.

## Palmarès

### Coppa Europa
- Miglior piazzamento in classifica generale: 177º nel 2012

### Campionati norvegesi
- 1 medaglia:
  - 1 oro (slalom gigante nel 2013)